# Suzanne Zimmerman
Suzanne Zimmerman   (Portland, 13 de juliol de 1925 - 14 de març de 2021), també coneguda amb el nom de casada Suzanne Edwards, fou una nedadora estatunidenca que va competir durant la dècada de 1940.
El 1948 va prendre part en els Jocs Olímpics de Londres, on guanyà la medalla de plata en la prova dels 100 metres esquena del programa de natació.